# Sophora cassioides
Espèce
Statut de conservation UICN

 LC  : Préoccupation mineure
Sophora cassioides est une espèce de plantes à fleurs dicotylédones de la famille des Fabaceae, sous-famille des Faboideae. C'est un arbuste ou un petit arbre endémique du Chili et de l'île de Gough.

## Description
Sophora cassioides est un arbuste ou petit arbre à feuilles caduques pouvant atteindre 10 à 16 mètres de haut, aux branches clairsemées et quelque peu tortueuses.
Les feuilles caduques, composées imparipennées, coriaces, glabres à la face supérieure et couverte de poils ferrugineux sur la face inférieure, mesurent de 4 à 11 cm de long sur 1,5 à 2 cm de large. Elles comptent de 17 à 31 folioles elliptiques à ovales de 0,6 à 1,1 cm de long sur 0,3 à 0,6 cm de large. Les stipules sont caduques.
Les fleurs sont groupées en grappes terminales comptant de trois à sept fleurs jaune doré, éclosant au moment de l'apparition de  nouvelles feuilles au printemps.
Les fleurs ont un calice jaune largement denté, une corolle ouverte aux pétales jaune vif, dont l'étendard est plus court que les ailes.
Le fruit est une gousse lomentacée contenant une à six graines jaunes. Les parties renflées contenant des graines présentent quatre ailes à bords crénelés.  La gousse se prolonge à son apex par un bec ligneux de 9 cm de long environ.
La floraison se produit en été (d'août à septembre au Chili).

## Distribution et habitat
Sophora cassioides est une espèce endémique du sud du Chili, qui se rencontre dans les régions du Maule, du Biobío, de l'Araucanie, de Los Rios, de Los Lagos et d'Aysén, et de l'île de Gough (île de l'Atlantique sud dépendant de l'archipel britannique de Tristan da Cunha).

## Noms vernaculaires
Au Chili, cet arbre  est appelé pelú, pilo ou pilo-pilo.

## Taxinomie
L'espèce Edwardsia cassioides a été décrite par le botaniste  Rudolf Philippi et reconnue par le suédois Benkt Sparre et finalement publiée en 1963 dans Acta Phytogeographica Suecica (Uppsala). Elle avait été décrite initialement et publiée en 1873 dans Botanische Zeitung (Berlin).
Elle est nommée ensuite Edwardsia macnabiana par Robert Graham (1838, 1839), qui a basé sa description sur un spécimen d'origine inconnue cultivé à Édimbourg.
La publication du nom Sophora macnabiana, 1921, attribué à Carl Skottsberg,  n'est pas considérée comme valide dans la mesure où elle ne fait pas directement ou indirectement référence à l'auteur du basionyme ou à son lieu de publication.
Elle a également été reconnue comme une sous-espèce de  Sophora microphylla sous le nom de  Sophora microphylla subsp. macnabiana (Graham) Yakovlev, mais Sophora microphylla Aiton est maintenant considérée comme une espèce endémique de Nouvelle-Zélande,.

### Synonymes
Selon GRIN (24 avril 2019)  :
- Edwardsia cassioides Phil. (basionyme)
- Edwardsia macnabiana auct.
- Sophora macnabiana auct.